# 47-ма окрема механізована бригада (Україна)
47-ма окрема механізована бригада «Ма́ґура» (47 ОМБр, в/ч А4699) — військове формування Збройних сил України чисельністю в бригаду.
Навесні 2022 року, після російського повномасштабного вторгнення, був створений батальйон із цивільних добровольців і військовослужбовців з інших частин, які пройшли співбесіди і відбір. Влітку батальйон брав участь у боях біля Вуглегірської ТЕС. Восени 2022 року батальйон розширений до штурмового полку, у листопаді 2022 — до бригади. Влітку 2023 року бригада вела бої на Токмацькому напрямку в районі Оріхова. У жовтні 2023 — лютому 2024 року воювала в Авдіївці. Згодом на Покровському напрямку, а з осені 2024 року — на Курщині.

## Історія

### Створення
Наприкінці квітня 2022 року капітан Іван Шаламага «Бескид» та головний сержант Валерій Маркус отримали наказ сформувати новий батальйон. Вони разом служили в 30 окремій механізованій бригаді ЗСУ: Шаламага заступником командира батальйону, а Маркус у розвідувальному підрозділі. У новому батальйоні Шаламага став командиром, Маркус — головним сержантом. Головнокомандувач ЗСУ генерал Валерій Залужний побачив набір добровольців у новий батальйон і не лише підтримав ідею, а й пообіцяв вивести батальйон на новий рівень.
Валерій Маркус оголосив відбір цивільних людей та військових, які вже проходили службу в інших бригадах, для вступу в 47-й окремий батальйон. Упродовж трьох днів у Києві Маркус особисто проводив співбесіди для декількох сотень кандидатів. Були потрібні вмотивовані, креативні, відповідальні та здатні до самоосвіти люди. На співбесіду приїжджали всі, хто забажав, і лиш половина з них проходила далі. Батальйон сформували за місяць і розпочався етап злагодження — навчання особового складу. За ініціативи командира батальйону Івана Шаламаги великої ваги надавалося ідейно-виховній роботі, яку у підрозділі здійснював Віктор Сердулець, ідеологічний референт ВО «Тризуб» ім. С. Бандери.

### Перші бої
У червні 2022 батальйон відправили на Вуглегірський напрямок. Там бійці отримали завдання взяти штурмом район Вуглегірської ТЕС. За словами Івана Шаламаги, за дві доби бійці батальйону відкинули ворога на чотири кілометри.
12 червня батальйон виклав відео роботи дрона по російських окупантах.
У тих боях батальйон втратив 6 вояків загиблими. За даними Мілітарного, батальйон мав проблему в тому, що нещодавні цивільні добровольці не стикалися зі стресовими ситуаціями, проте підготовка та мотивація допомогли справитися з труднощами. У ході боїв батальйон також був змушений закривати залишені дезертирами позиції. Врешті росіянам вдалося зайняти Вуглегірську ТЕС та місто Світлодарськ, українські сили змушені були відступити з цього району.

### Розширення
28 червня, за консультації з Генштабом, ухвалено розширювати батальйон до окремого штурмового полку. Командиром призначили капітана Івана Шаламагу, і у свої 25 років він став наймолодшим командиром полку в історії української армії. Валерій Маркус залишився головним сержантом полку. Розпочався другий етап відбору людей. Мобільна рекрутингова група на чолі з Юрієм Строїчем складалася з 15 людей, як військовослужбовців 47-го полку, так і цивільних представників фонду Markus Foundation. Відбір цивільних осіб проходив у Києві та Львові й тривав два тижні. За цей час відібрали близько 700 осіб з 2000 охочих. Кінцеві співбесіди й безпосередні рішення із зарахування цивільних осіб у склад полку ухвалювали сержанти Валерій Маркус, Ігор Хмілевський та Андрій Ходєєв. Пізніше були проведені додаткові співбесіди з діючими військовослужбовцями інших військових частин, які бажали перейти до 47 ОШП. Співбесіди проходили в передмісті Києва. Відібрали близько 600 людей, з яких лише 450 осіб зрештою опинилися в полку в процесі переводу. Основними пріоритетами залишився принцип безперервного навчання, якісна внутрішня культура та взаємоповага між усіма ланками всередині підрозділу. Перехід від батальйону до 47-го окремого штурмового полку зайняв три місяці.
Ще не був сформований полк, як восени 2022 надійшов новий наказ: розширитися до бригади. 15 листопада полк став 47-ю окремою механізованою бригадою, вона була сформована у надшвидких темпах — за місяць, що стало можливим завдяки набутому попередньому досвіду з набору людей. За рішенням Головнокомандувача ЗСУ Валерія Залужного на посаду командира бригади призначили Олександра Сака, повного кавалера ордена Богдана Хмельницького. Валерій Маркус — на посаді головного сержанта бригади.

### Наступ на Запоріжжі
На початку червня 2023 року 47-й окремій механізованій бригаді було поставлено складне та важливе завдання — проривати російську оборону на Запоріжжі від Оріхова і Малої Токмачки вздовж лінії фронту у напрямку міста Токмак. Російські військові облаштували декілька ліній оборони та встановили на шляху наступу українських сил безліч мінних полів. Також по українських силах наносила удари бойова авіація противника. Під час боїв бригаді був приданий 25-й окремий штурмовий батальйон, озброєний бронеавтомобілями Козак. Батальйон протистояв батальйону 291-го московського спецназу. За оцінкою розвідника бригади Сергія Назаренка, 25-й батальйон воював найефективніше з 47-ї бригади.
21-22 серпня, після двох місяців запеклих боїв, воїни бригади зайшли в населений пункт Роботине, прорвавши першу лінію оборони російських окупаційних військ.
Надалі бригада не змогла розвинути успіх у наступі на Запоріжжі, у вересні 2023 року був звільнений командир бригади.

### Бої за Авдіївку
З кінця жовтня 2023 року бригада брала участь в боях за Авдіївку.
В січні 2024 бригада перебувала в обороні і протягом кількох місяців у зоні відповідальності 47 ОМБр просування ворога не було. Також бійцям вдалося вивести з ладу танк Т-90М за допомогою M2 Bradley.
Під час виходу ЗСУ з оточеної Авдіївки 17 лютого 2024 року бійці 25-го окремого штурмового батальйону 47 ОМБр вийшли з Авдіївського коксохіму без втрат.
23 лютого 2024 року 47-ма бригада вперше показала застосування танка Abrams на Авдіївському напрямку.
10 березня 2024 року посаду командира бригади замість Дмитра Рюмшина обійняв Ян Яцишен. Рюмшин очолював 47-му бригаду лише два місяці, з січня по березень. За даними іспанської газети El Pais, його звільнили через значні втрати в Авдіївці та через те, що він не мав близьких стосунків із новим головнокомандувачем Збройних сил Олександром Сирським.
У квітні 2024 року українська оборона в районі с. Очеретине неподалік від Авдіївки була прорвана російським наступом. До нейтралізації російського наступу залучили 47-му бригаду, що вже була прозвана «екстренною бригадою», бо мала ліквідовувати надзвичайні ситуації. Але бригада не змогла зупинити просування російської 30-ї мотострілецької бригади.
6 травня 2024 року бригада відзначена почесною відзнакою «За мужність та відвагу».

### Курська операція
В жовтні 2024 47-му бригаду було переведено на Курщину. Спочатку бригада не підтверджувала своє місце розташування, але пізніше було опубліковано відео успішної оборони позицій від окупантів в Курській області.

## Озброєння

### Наземна техніка
- танки M1 Abrams[33][24], Leopard 2A6[34], Т-64[35] і Т-72[36]
- БМП M2 Bradley[37][38], БМП-2[39], БМП-1[40]
- БТР: БТР-4[41] і БТР-80
- MRAP MaxxPro[42]
- бронеавтомобіль Panthera T6[43]
- Піхотна зброя: RBS 70[44], Стугна[45], Корсар[46], АК-74[47]
- Артилерія[48]:M109A6 Paladin(включно з високоточним коригованим артилерійським снарядом M712 Copperhead[49]), 2С3 «Акація», 2С1 «Гвоздика» і БМ-21 «Град»

### Літальні апарати
- БПЛА Лелека-100[50]

## Структура
- 1-й механізований батальйон[51]
- 2-й механізований батальйон[52]
- 3-й механізований батальйон[53]
- 25-й окремий штурмовий батальйон
- 26-й окремий стрілецький батальйон[54]
- 130-й батальйон[39]
- спеціалізований батальйон «Шквал»[55]
- штурмова рота «Р.У.Г.»[56]
- Танковий батальйон[57]
- бригадна артилерійська група
  - БУАР[58]
  - артилерійський дивізіон[59]
- протитанковий підрозділ[60]
- зенітний ракетно-артилерійський дивізіон[61]
- ББС «СТРІКС»[62][63]
- розвідувальна рота[64] (або розвідувальний підрозділ[65])
- взвод зв’язку[66]
- взвод інженерного забезпечення[67]
- медичний пункт[68]
- ремонтна служба[69]

## Командування

### Командири
- квітень — листопад 2022: капітан Шаламага Іван Михайлович
- листопад 2022 — вересень 2023: підполковник Сак Олександр Олександрович[70][71][72]
- вересень 2023 — лютий 2024: полковник Павлій Олександр Степанович[73][74]
- лютий — березень 2024: підполковник Рюмшин Дмитро Євгенович[75][25]
- з березня 2024: полковник Яцишен Ян Володимирович[76]

### Заступники
- з 2022: майор Іван Шаламага
- з 2024: підполковник Олександр Заіка

### Головні сержанти
- 2022—2023: Валерій Маркус[71]
- з 2023: Віталій Аверін[77][78]
- нині — штаб-сержант В'ячеслав Герик

## Втрати
На грудень 2024 року відомо 117 імен загиблих військовослужбовців бригади.

## «Код Нації 47»— тилова служба бригади
Благодійний фонд «Код Нації 47» — неурядова організація, що займається забезпеченням, розвитком та підтримкою 47 Бригади «Маґура» Збройних сил України. Фонд є неформальною тиловою службою 47 бригади, що закриває побутові та фінансові питання. Директор фонду — Анастасія Масенко.
Напрямки роботи «Код Нації 47»:
- матеріально-технічне забезпечення 47 бригади;
- безперервна допомога та забезпечення цільових підрозділів необхідними ресурсами.

## Традиції
25 травня 2025 року ГК ЗСУ Олександр Сирський затвердив офіційний нарукавний знак 47 ОМБр. Нарукавний знак має вигляд геральдичного щита зеленого (оливкового) кольору з синім (блакитним) кантом. У полі щита золота внутрішня кайма з вістрями, покрита золотим шаховим конем з головою дракона.
Золотий шаховий кінь з головою дракона символізує хоробрість лева, зір орла, силу вола, швидкість оленя і спритність лисиці, інтелект та нестандартність мислення та дій. А голова дракона є уособленням неприборканої сили.
Внутрішня кайма з вістрями вказує на готовність до захисту країни.
До цього особовий склад бригади використовував нарукавний знак круглої форми, який був розроблений колишнім головним сержантом Маркусом з грубими порушеннями правил геральдики та норм визначених ГШ ЗСУ. Офіційно не затверджувався та був вигадкою «дизайнерів».
Згідно ідей Маркуса бригада формувалася навколо своєї легенди, пов'язаної зі сходженням на символічну вершину — Ма́ґуру, що символізує розвиток бійців, як професіоналів своєї справи. Бригада має кілька правил та традицій, обов'язкових для всіх бійців:
- «Сходження». Обрано вершину в українських Карпатах, сходження на яку з табором має стати свого роду ритуалом для бійців. Перше сходження було здійснене 28 червня 2025 року і присвячене Дню конституції України під гаслом "Захист Вітчизни, незалежності та територіальної цілісності України, шанування її державних символів є обов'язком громадян України.".
- «Виклик». Використання слова «проблема» заборонено. Замість цього вживається слово «виклик».[84]
- «Шлях до Маґури». Оскільки бригада дотримується принципу безперервного навчання, кожен боєць має бути готовим сказати сержанту, чого він навчився за день, символічно зробивши крок до Маґури.
- «На щиті». Заборонено вживати радянські евфемізми «двохсоті» і «трьохсоті».[85]
- «Друже». Солдати й сержанти бригади звертаються один до одного словом «друже», як це було заведено в Українській Повстанській Армії (УПА). Наприклад, звертання до командира звучатиме як «друже командире» тощо. Одним із дороговказів для бійців бригади є приклад героїчної боротьби українських повстанців 23-го Тактичного відтинку УПА «Маґура» проти московських окупаційних військ у середині ХХ ст.
- Гасло бригади лат. Semper audentes! може перекладатись як «завжди відважні» для командування або «завжди зухвалі» для ворогів.
- Дракінь — істота, яка поєднує в собі риси коня, що традиційно є символом смерті й воскресіння сонячного божества; багатства, могутності; степу, швидкості; волі; вірності, відданості та дракона, який символізує енергію, впевненість у собі та удачу, виконані у вигляді шахової фігури, яка є елементом інтелектуальної, стратегічної гри, за своєю суттю схожої до планування бойових дій. Коло з шипами символізує щит.

Під час створення батальйону головний сержант Валерій Маркус розробив концепцію традиції нарукавного знаку, яка передбачала градацію нарукавних знаків за посадами й заслугами. Нарукавні знаки відрізняються кольором та окремими деталями. В залежності від посади, вимоги для отримання знаку бригади різні, для бойових підрозділів — це здача нормативів фізпідготовки.
На етапі формування бригади здачу на зелений «штурмовий» нарукавний знак головний сержант бригади приймав особисто. Зазвичай, до кінця доходить 70-80 % бійців. В умовах бойових дій цю традицію довелося залишити до мирних часів.

«КРЕДО ВОЇНА МАҐУРИ»:
Ми — сила нашого Народу: його меч, його щит.
Ми — опора Української Держави: наш дух — її міць.
Ми — воїни Маґури! 
Її Вершина — наш обрій, наша неосяжна ціль.
Ми наполегливо прямуємо до своєї мети:
долаючи, не зупинимося;
падаючи, не відмовимось.
Готові до бою! Запеклі завжди!
Ми — воїни Маґури! 
Наше життя — сходження, постійний рух вгору:  
кожен крок вимагає зусиль;  
кожна мить має значення!  
Вершини не піддаються — їх підкорюють зухвалі.  
Перемоги не даруються — їх виборюють воїни: відважним духом, вірним серцем, запеклим боєм, вправністю та силою. 
Ми — воїни Маґури!
Завжди відважні. Завжди запеклі. Завжди в русі до Вершини — 
особливої та особистої для кожного, 
спільної для нас усіх — 
до нашої Мети, до нашої Перемоги, 
до нашої Маґури!

## Відомі персони у складі бригади
- Олександр Беспалий — радіо-інженер, блогер.
- Олег Сенцов — кінорежисер, сценарист та письменник, громадський активіст. Молодший лейтенант, командир штурмової роти.
- Валерій Маркус — письменник, блогер і мандрівник. Був переведений у іншу військову частину.
- Олександр Положинський — музикант. В листопаді 2023 перейшов в іншу військову частину.[86]
- Dj Tapolsky — DJ. В липні 2024 перевівся в іншу військову частину. Служив в РУБпАК.[87]

## Скандали та звинувачення
У вересні 2023 року командир бригади Олександр Сак був звільнений після невдалого наступу на Запоріжжі. За даними військових джерел іспанської газети El Pais, за три місяці бригада втратила 30 % своїх бійців. Сака звинуватили в тому, що він продовжував використовувати неефективну тактику відправки бронетанкових колон, які застрягали на мінних полях і знищувалися російськими безпілотниками та артилерією.
В січні 2024 року з посади командира було знято полковника Олександра Павлія. Військовослужбовці бригади публічно звинувачували його в нерозумінні внутрішньої роботи структури, побудованої за моделями НАТО, та в заміні втрат піхоти солдатами, які не були підготовлені до бойових дій на фронті.
У травні 2025 року командир одного з батальйонів бригади Олександр Ширшин звинуватив командування в «дебільних задачах» і невиправданій втраті людей, а також написав рапорт з проханням усунути його з посади.

## Вшанування

### Нагороджені
Найвищими державними нагородами нагороджені:
- Орел Тимофій Романович — молодший сержант, Герой України (2024).
- Кроковець Олександр Володимирович «Карацупа» — сержант, Герой України (2024).

### Відео
- «Дезертирство на фронті» — Валерій Маркус Головний сержант 47 Бригади «Маґура»
- 47-ма окрема механізована бригада «Маґура» — Шеврони що наближають перемогу України